# Aleksander Prystor

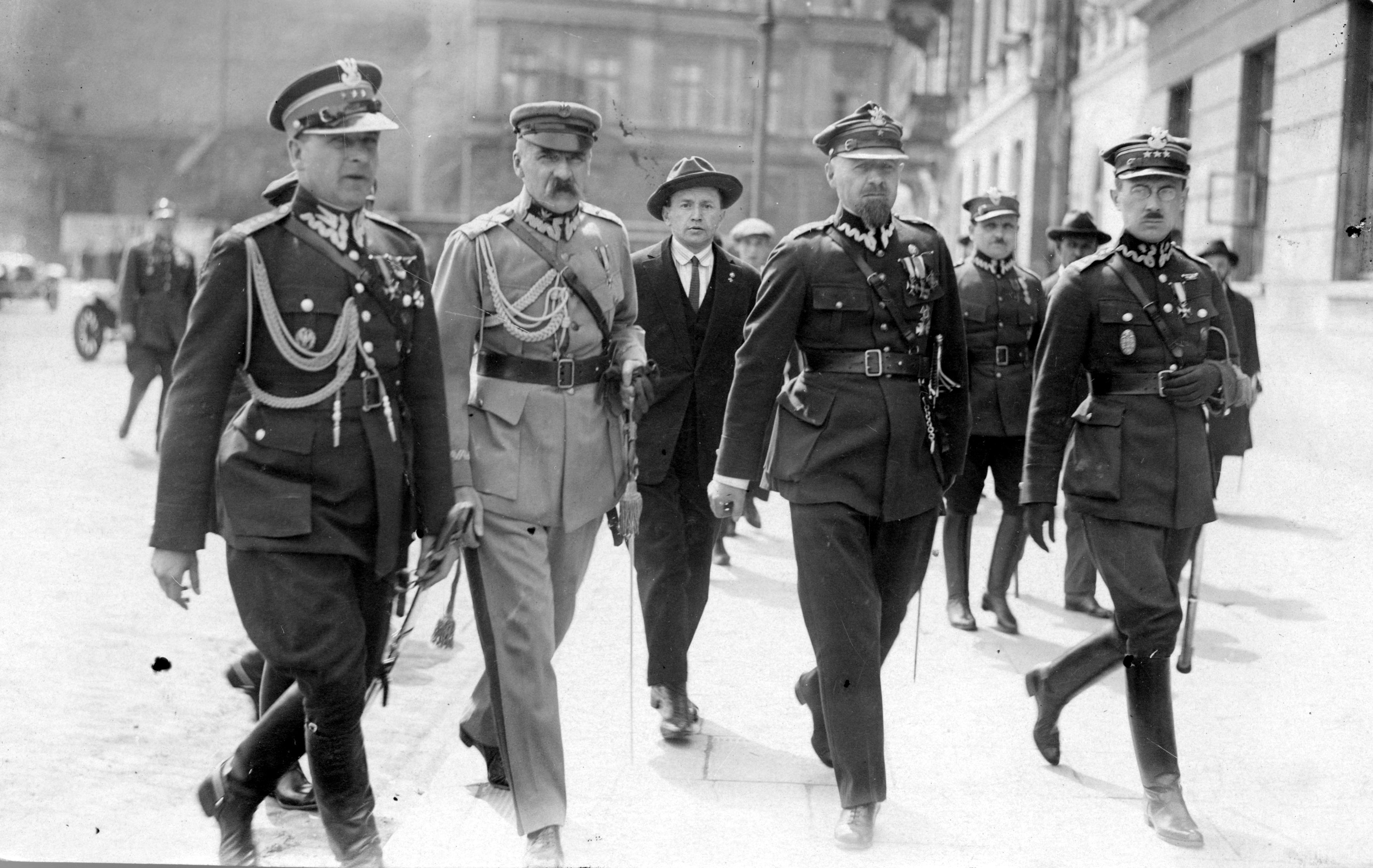
Bolesław Wieniawa-Długoszowski, Józef Piłsudski, Aleksander Prystor, Wacław Stachiewicz. Plac Saski, 31 maja 1926

Aleksander Błażej Prystor, ps. „Katajama”, „Bogdan”, „Rafał” (ur. 2 stycznia 1874 w Wilnie, zm. tuż po 27 lipca 1941 w Moskwie) – polski działacz niepodległościowy i socjalistyczny, polityk z okresu dwudziestolecia międzywojennego, premier, pułkownik piechoty Wojska Polskiego, kawaler Orderu Virtuti Militari, wolnomularz.
Był działaczem niepodległościowym, członkiem PPS, Organizacji Bojowej tego ugrupowania, a także PPS – Frakcji Rewolucyjnej, Związku Walki Czynnej i Związku Strzeleckiego oraz Polskiej Organizacji Wojskowej.
Po odzyskaniu niepodległości był podsekretarzem stanu w Ministerstwie Pracy i Opieki Społecznej (1918–1922). Brał udział w wojnie polsko-bolszewickiej. W latach 1929–1930 minister pracy i opieki społecznej, a w okresie 1930–1931 – minister przemysłu i handlu. Jeden z czołowych polityków sanacji, bliski współpracownik Józefa Piłsudskiego. Członek tzw. grupy pułkowników. Premier od 27 maja 1931 do 9 maja 1933. Poseł na Sejm III kadencji z ramienia BBWR (1930–1935), później senator IV i V kadencji z ramienia OZN-u (1935–1939). Prezes Rady Głównej Towarzystwa Rozwoju Ziem Wschodnich.
Po agresji ZSRR na Polskę schronił się na Litwie. Po jej okupacji przez Armię Czerwoną i aneksji przez ZSRR w lecie 1940 aresztowany przez NKWD. Zmarł w szpitalu więziennym na Butyrkach w Moskwie.

## Życiorys

### Dzieciństwo i młodość
Urodził się 2 stycznia 1874 w Wilnie, ówczesnej stolicy guberni wileńskiej, w rodzinie Feliksa Prystora, maszynisty kolejowego, i Marii z Olejników. W 1894 ukończył II Gimnazjum w Wilnie i rozpoczął studia na Wydziale Matematyczno-Fizycznym Cesarskiego Uniwersytetu Moskiewskiego. W tym okresie żył w bardzo trudnych warunkach materialnych, prawdopodobnie nie otrzymywał wsparcia finansowego od rodziny. W 1900 ukończył studia, ale nie najlepsze wyniki w nauce pozwoliły mu jedynie na uzyskanie dyplomu I stopnia, nieuprawniającego do zdobywania stopni naukowych. Niemal natychmiast podjął w Moskwie studia lekarskie, które kontynuował na Uniwersytecie w Dorpacie. Latem 1902 zmuszony został je przerwać, po czym powrócił do Wilna, podejmując pracę w banku. Od 1 września 1903 do 1 września 1904 odbywał służbę wojskową w 16. batalionie saperów w Wilnie, otrzymując stopień chorążego rezerwy.

Nie wiadomo, kiedy dokładnie Aleksander Prystor wstąpił do Polskiej Partii Socjalistycznej i zaangażował się w pełni w działalność niepodległościową. Pierwsze kontakty z ruchem socjalistycznym prawdopodobnie miały miejsce jeszcze w latach 90. XIX wieku w Wilnie (poznał wówczas m.in. Walerego Sławka). Jak twierdzi Jerzy Halbersztadt: 

Nieznany jest również moment pierwszego, osobistego kontaktu ze starszym o 7 lat Józefem Piłsudskim. Zetknęli się z pewnością wcześniej w mieście rodzinnym, ale w dziejach ich współpracy, a wkrótce też serdecznej przyjaźni, rok 1904 był datą przełomową. Odtąd życie Prystora toczyło się u boku Piłsudskiego, w najbardziej dosłownym sensie tego określenia, a rozdzielały ich tylko spędzone oddzielnie lata więzienia i niezbyt długie okresy, kiedy Prystor wyjeżdżał z zadaniami zleconymi mu przez przyjaciela i człowieka, którego uznał za wiodący autorytet. Życiorys polityczny Prystora jest na dobrą sprawę historią jego stosunków z Piłsudskim.

### Organizacja Bojowa PPS
We wrześniu 1903 opuścił Wilno i udał się do Szwajcarii. Tam wziął udział w szkoleniu bojowym dla działaczy socjalistycznych, w którym uczestniczyli również m.in. Józef Piłsudski i Mieczysław Dąbkowski. Ze względu na doświadczenie wojskowe stał się jednym z najbliższych współpracowników Piłsudskiego.
W 1904 Prystor wraz z Józefem Kwiatkiem, Walerym Sławkiem i Bolesławem Jędrzejowskim był jednym z pierwszych organizatorów protestu przeciw poborowi na ziemiach polskich w trakcie wojny rosyjsko-japońskiej. Skonstruował także bomby, którymi m.in. uszkodzono w Łodzi pomnik cara Aleksandra II.
W 1905 był jednym z organizatorów Organizacji Bojowej PPS, przyjmując pseudonim „Katajama”. Kierował, jako członek Wydziału Bojowego, pierwszymi „dziesiątkami” bojowców w Warszawie, na czele których stali Bronisław Żukowski (ps. „Harakiri”) oraz Stefan Okrzeja (ps. „Ernest”). W marcu 1905 był głównym organizatorem zamachu na oberpolicmajstra Karla Nolkena. W kolejnych latach kierował przygotowaniami do wielu akcji Organizacji Bojowej PPS – napadami na kasy i poczty, atakami terrorystycznymi na żołnierzy i policjantów carskich, aktami dywersji i sabotażu, a także ochroną pochodów i manifestacji socjalistycznych.
Po rozłamie w PPS włączył się w działania PPS Frakcji Rewolucyjnej. W 1906 wyjechał na teren Galicji do Krakowa, gdzie uczestniczył w organizacji szkoły bojowej. W tym samym roku (18 czerwca) ożenił się z Janiną Amelią Bakun, która również była aktywną działaczką Organizacji Bojowej.
Choć najczęściej nie brał osobiście udziału w akcjach Organizacji, to 26 września 1908 był jednym z uczestników brawurowej akcji pod Bezdanami. W tym czasie angażował się również w prace Związku Walki Czynnej. W 1910 był już jednym z członków kierownictwa ZWC.

Od lutego 1912 uczestniczył, pod pseudonimami „Rafał” i „Bogdan”, w organizowaniu okręgów bojowych w Królestwie Polskim. 28 marca 1912 został aresztowany wraz z żoną przez Ochranę w Warszawie, w trakcie konspiracyjnej wizyty. O tym, jakie znaczenie dla organizacji miało aresztowanie Prystora, świadczą słowa, jakie pisał Piłsudski do Aleksandry Szczerbińskiej tuż po aresztowaniu Prystora: 

O nieszczęściu z Bohdanem już wiesz naturalnie. To teraz jest moją zmorą i męczarnią, która dręczy mnie dzień i noc, jestem tak zgnębiony i rozbity, że sam sobie rady dać nie mogę. (...) Był on najdroższym przyjacielem i w myślach czy marzeniach wspólnotę życiową z nim miałem za zasadę. Teraz czuję pustkę i niechęć, czy niemożność do zapełnienia tej pustki (...). Ja najprawdopodobniej w końcu tygodnia będę we Lwowie, muszę przygotować ludzi na wyjazd i rozpatrzeć się w materiale tak, by zastąpić jego stratę liczbą (...). Osobiście taka strata jest nadzwyczaj ciężka. Za stary już jestem, by sobie przyjaciół serdecznych wyrabiać i zbliżać się z ludźmi, tak jak to było z Olkiem.

Rozpoznany przez agenta Antoniego Sukiennika, potwierdził swoją tożsamość i został osadzony w X Pawilonie Cytadeli Warszawskiej. Po dwóch latach śledztwa skazano go w styczniu 1914 na 7 lat ciężkiej katorgi, pozbawienie praw publicznych, a następnie zesłanie w głąb Imperium Rosyjskiego. Od kwietnia 1914 przebywał w ciężkim więzieniu w Orle. Uwolniony 17 marca 1917 w wyniku rewolucji lutowej, uczestniczył w działalności PPS, pełniąc m.in. funkcję członka Centralnego Komitetu Wykonawczego PPS w Rosji. Reprezentował również partię w utworzonej przez Rząd Tymczasowy Komisji Likwidacyjnej do spraw Królestwa Polskiego.

Po zajęciu Mińska przez wojska niemieckie w maju 1918 przybył do Warszawy, gdzie uczestniczył w pracach Polskiej Organizacji Wojskowej. Uczestniczył w przygotowaniach do zamachu bombowego na Hansa Beselera, generał-gubernatora Warszawy. Akcja ostatecznie została jednak odwołana. Rozpoczął również pracę jako radca w Ministerstwie Zdrowia Publicznego, Opieki Społecznej i Ochrony Pracy w rządzie powołanym przez Radę Regencyjną. Był jednym z najbliższych współpracowników Józefa Piłsudskiego, witających go na dworcu kolejowym po powrocie z Magdeburga 10 listopada 1918. 4 stycznia 1919 Adam Koc mianował go oficerem POW. Pomimo przyjaźni z Komendantem początkowo nie pełnił żadnych eksponowanych stanowisk: 

W przeciwieństwie do większości młodszych piłsudczyków nie pełnił nigdy służby oficerskiej w regularnym wojsku i właściwie nie miał stopnia oficerskiego (był tylko kapitanem w paramilitarnym Związku Strzeleckim). Nie można więc było powierzyć mu jakichś istotnych obowiązków w armii.

Prystor był ojcem chrzestnym pierwszej córki Piłsudskiego, Wandy, urodzonej w 1918. Gdy pod koniec tego roku Piłsudski ciężko zachorował, w testamencie jednym z jego wykonawców ustanowił właśnie Prystora.

### W II RP
Pierwszą funkcją pełnioną przez Prystora w odrodzonej Polsce było stanowisko podsekretarza stanu w Ministerstwie Pracy i Opieki Społecznej, w rządzie Ignacego Daszyńskiego, Jędrzeja Moraczewskiego, Ignacego Paderewskiego oraz Leopolda Skulskiego. Niewiele wiadomo na temat szczegółów jego ówczesnej działalności, choć późniejszy przeciwnik sanacji Adam Pragier, który w 1919 również pracował w tym samym resorcie, opisywał go jako świeżego neofitę biurokracji, tworzącego jedynie zbędne dokumenty.

W czerwcu 1920 ochotniczo wziął udział w wojnie polsko-bolszewickiej. 1 lipca został młodszym oficerem kompanii w 201 pułku piechoty. Od 29 lipca do 21 sierpnia dowodził 13. kompanią („suwalską”), a następnie (do 3 września) 10. kompanią. Wyróżnił się w czasie walk na froncie w sierpniu 1920 za co został odznaczony Krzyżem Walecznych. 12 września 1920 został przeniesiony do Adiutantury Generalnej Naczelnego Wodza na stanowisko oficera ordynansowego. 20 września został formalnie przyjęty do Wojska Polskiego z byłej POW w stopniu kapitana piechoty, zaliczony do Rezerwy armii, powołany do czynnej służby na czas wojny i przydzielony do Adiutantury Generalnej. Józef Piłsudski zlecał mu realizację „zleceń specjalnych” – uczestniczył w tzw. buncie Żeligowskiego – przygotowaniach do zajęcia Wilna i w samej akcji. 6 października został oficerem do zleceń generała Lucjana Żeligowskiego, a po zajęciu miasta także szefem jego kancelarii cywilnej. Jak pisał generał: 

najbliżej mnie był kpt. Prystor. On reprezentował przy mnie samego marszałka, zamiary którego dokładnie wiedział (...). On miał za zadanie pilnować mnie. Musiało to głupio, jak teraz myślę, wyglądać. Był nieodstępny ode mnie. Pracował i pomagał bardzo dużo.

17 lutego 1922 został tymczasowo przydzielony do Oddziału Va Biura Ścisłej Rady Wojennej. Z dniem 1 kwietnia tego roku został definitywnie przydzielony do Oddziału Va BŚRW na stanowisko referenta mobilizacji personalnej (etat podpułkownika Sztabu Generalnego). 3 maja 1922 został zweryfikowany w stopniu majora ze starszeństwem od 1 czerwca 1919 i 380. lokatą w korpusie oficerów piechoty. 5 lutego 1923 został mianowany szefem Oddziału Va BŚRW z zachowaniem dotychczasowego etatu podpułkownika Szt. Gen. 6 grudnia 1923 został przesunięty z dniem 1 października na stanowisko szefa Oddziału Va BŚRW (etat generała brygady). W maju 1925 został przeniesiony na stanowisko komendanta Powiatowej Komendy Uzupełnień Wilno. W tym czasie zajął się zagospodarowywaniem 50-hektarowej posiadłości w Borkach pod Wilnem, którą otrzymał wraz z żoną.

Nie jest pewne, czy brał udział w przygotowaniach do przewrotu majowego. Bezpośrednio przed tym wydarzeniem należał jednak do grupy najbliższych współpracowników Piłsudskiego, ale podczas zamachu nie było go w Warszawie. Być może współpracował wówczas z gen. Edwardem Śmigłym-Rydzem, dowodzącym wojskami zwolenników marszałka w Wilnie. Po przewrocie jedną z pierwszych decyzji Piłsudskiego było przeniesienie służbowe Prystora do Gabinetu Ministra Spraw Wojskowych. 31 października 1926 został przydzielony z PKU Wilno do składu osobowego Generalnego Inspektora Sił Zbrojnych na stanowisko kierownika Samodzielnego Referatu Personalnego. W tym czasie zaczął pisać pamiętniki: 

Najwcześniejsze sporządzone przez niego notatki z rozmów prowadzonych przez Piłsudskiego są datowane 20 maja 1926 r. Odtąd przez blisko trzy lata był dosłownie cieniem Marszałka. Uczestniczył w jego najbardziej poufnych rozmowach z wyższymi wojskowymi, sporządzając z nich zapiski, które częściowo się zachowały. Był obecny podczas rozpraw inspektorów armii, miał wgląd w prace operacyjne i całość przygotowań do wojny.

30 kwietnia 1927 został awansowany na podpułkownika ze starszeństwem z 1 stycznia 1927 i 31. lokatą w korpusie oficerów piechoty. Z dniem 15 lipca tego roku został mianowany I oficerem do zleceń i szefem Gabinetu Generalnego Inspektora Sił Zbrojnych w Warszawie z równoczesnym zachowaniem dotychczasowego stanowiska. 23 grudnia 1927 został przeniesiony do kadry oficerów piechoty z pozostawieniem na dotychczas zajmowanych stanowiskach. Od 8 do 25 kwietnia 1929 pełnił obowiązki szefa Biura Personalnego Ministerstwa Spraw Wojskowych z zachowaniem dotychczasowych funkcji. Z dniem 26 kwietnia 1929 roku został przeniesiony w stan nieczynny.

Był odpowiedzialny za weryfikację i usuwanie z wojska wyższych oficerów będących przeciwnikami Piłsudskiego. 

Prystor był chyba jedynym człowiekiem w całej armii, i nie tylko w armii, który miał swobodny dostęp do Piłsudskiego o każdej porze dnia i nocy. W tych latach mieszkał bowiem w oficynie Belwederu, a jego gabinet służbowy mieścił się w samym pałacu. De facto, kierował wówczas też adiutanturą belwederską. Jeśli istniał wówczas ktokolwiek zorientowany w całości prac wojskowych, prowadzonych przez Piłsudskiego, to człowiekiem tym był Prystor.

Był jednym z czołowych członków tzw. grupy pułkowników. Według Leona Chajna Prystor był również wolnomularzem. Jak pisał Marian Romeyko: 

Uważano go za człowieka prawego i rozumnego, który do bezprawia i szykan świadomie ręki by nie przyłożył. Znałem go osobiście i skłonny jestem potwierdzić tę opinię.

#### Minister pracy i opieki społecznej
W związku z powołaniem na urząd ministra pracy i opieki społecznej w rządzie Kazimierza Świtalskiego został przeniesiony w stan nieczynny. Początkowo uważano, że ze względu na socjalistyczną przeszłość będzie dążył do porozumienia z PPS. Wkrótce okazało się, że dawna działalność nie miała znaczenia w nowych realiach politycznych.

Resort pracy i opieki społecznej nie miał dużego znaczenia dla systemu sprawowania władzy, ale był ważny ze względu na konieczność walki z efektami ogólnoświatowego kryzysu gospodarczego. Prystorowi udało się uzyskać dodatkowe środki na zasiłki dla bezrobotnych i na prowadzenie robót publicznych. Pomimo tego utrzymano dotychczasowe przepisy prawa pracy, stosunkowo korzystne dla pracobiorców. Wycofano natomiast projekt ustawy scaleniowej o ubezpieczeniu społecznym, przygotowany przez poprzednika Prystora. Najbardziej znanym posunięciem ministra była jednak likwidacja samorządnej struktury kas chorych, opanowanych przez opozycyjną wobec sanacji PPS. Dysponowały one budżetem ok. 250 mln zł, co stanowiło prawie 10% budżetu państwa. Prystor rozwiązał zarządy ponad 30 kas, zastąpił je komisarzami rządowymi, zredukował personel, usuwał osoby związane z opozycją i zabronił zwołania zjazdu przedstawicieli kas. 

Prystor przytaczał wiele przykładów niegospodarności oraz używania środków finansowych na cele niezgodne ze statutowym przeznaczeniem Kas Chorych, m.in. polityczne. Złudzeniem było natomiast jego przekonanie, charakterystyczne zresztą dla całego obozu sanacyjnego, że zastąpienie organów samorządowych bezpośrednim zarządem urzędników państwowych będzie miało dobroczynny wpływ na funkcjonowanie ubezpieczeń.

Po upadku rządu Świtalskiego objął ponownie tekę ministra pracy i opieki społecznej w przejściowym, piątym rządzie Kazimierza Bartla. Wniosek o wotum nieufności wobec Prystora, zgłoszony przez PPS w proteście przeciwko jego walce z samorządem w Kasach Chorych, stał się powodem podania gabinetu Bartla do dymisji. Jak pisał Andrzej Garlicki, wniosek ten 

Nie miał (...) szans uzyskania większości i wydawało się, że będzie normalną dla systemu parlamentarnego demonstracją polityczną. Ale po senackim przemówieniu Bartla sytuacja się zmieniła. Wniosek PPS uzyskał poparcie wszystkich, poza Stronnictwem Chłopskim, stronnictw Centrolewu oraz endecji, a ponieważ Bartel oświadczył, że rząd solidaryzuje się z polityką Prystora, 15 marca rząd podał się do dymisji. Prezydent Mościcki dymisję przyjął, wyrażając – jak podawał oficjalny komunikat – zdziwienie, że „Sejm spowodował otwarcie przesilenia rządowego w chwili, gdy prace nad budżetem państwa nie zostały jeszcze zakończone”.

Prystor wszedł jako minister pracy i opieki społecznej w skład kolejnych gabinetów: pierwszego rządu Walerego Sławka oraz drugiego rządu Józefa Piłsudskiego.
Sprawy związane z kierowaniem resortem pochłonęły go w takim stopniu, że zaczął oddalać się od bezpośredniego otoczenia Józefa Piłsudskiego. Szczególnie znamienna była jego nieobecność podczas spotkania, które miało miejsce 18 listopada 1930. Marszałek przekazał wówczas Ignacemu Mościckiemu, Waleremu Sławkowi, Kazimierzowi Świtalskiemu i Józefowi Beckowi wytyczne na okres swej nieobecności (Piłsudski spędził wówczas 3,5-miesięczny urlop na Maderze).
W 1930 został posłem (wybrany z okręgu wileńskiego z ramienia BBWR, w ławach Sejmu zasiadał do 1935). 15 grudnia 1930 mianowany został pułkownikiem ze starszeństwem z 1 stycznia 1931 i 14. lokatą w korpusie oficerów piechoty. Z dniem 31 grudnia 1931 został przeniesiony w stan spoczynku.

#### Minister przemysłu i handlu

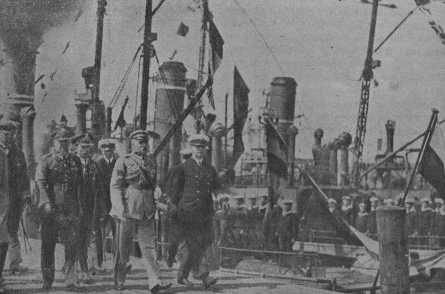
Józef Piłsudski wraz ze współpracownikami wizytuje marynarkę wojenną w Gdyni. Aleksander Prystor – drugi z lewej

Piłsudski planował powierzenie Prystorowi teki ministra spraw wewnętrznych, jednak wycofanie się z rządu Eugeniusza Kwiatkowskiego wywołało konieczność obsadzenia resortu przemysłu i handlu. Marszałek zadecydował, że obejmie go właśnie Aleksander Prystor. W grudniu 1930 został on ministrem w drugim rządzie Walerego Sławka. Sprawując tę funkcję, Prystor nie wyróżnił się niczym szczególnym. Polityka gospodarcza była w rzeczywistości kierowana przez ministra skarbu Ignacego Matuszewskiego, a w sferach ówczesnej władzy panowało przekonanie, iż recesję należy przeczekać, nie próbując żadnych eksperymentów ekonomicznych. Minister próbował jedynie wpłynąć na obniżenie cen artykułów przemysłowych, pragnąc zbliżyć je do cen produktów rolnych, które od początku kryzysu spadły o 50%. W tym celu odbył cały szereg spotkań z przedstawicielami różnych gałęzi przemysłu i handlu. Akcja, nagłośniona przez media, odniosła dość skromne efekty – ceny spadły zaledwie o 3–7%.
Resortem przemysłu i handlu Prystor kierował do 26 maja 1931.

#### Premier
27 maja 1931 Aleksander Prystor został mianowany premierem Polski.
Jak zanotował Józef Kożuchowski, nie chciał on wcale zostać szefem rządu:

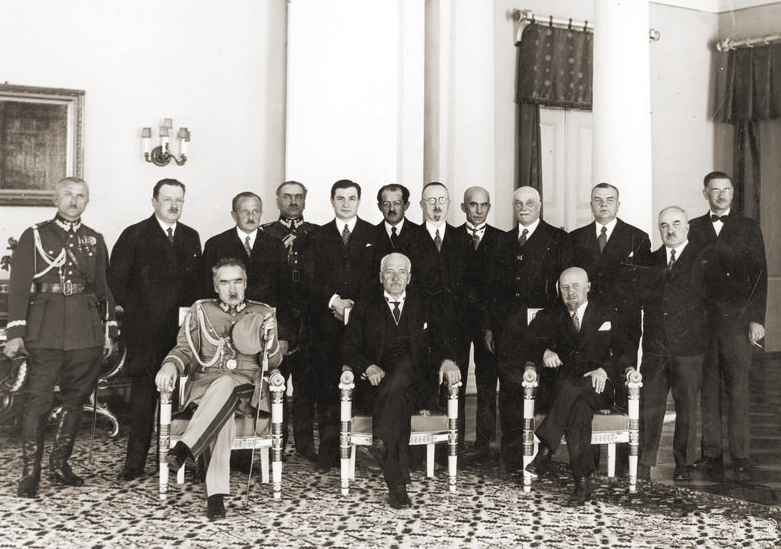
Rząd Prystora tuż po zaprzysiężeniu. Premier siedzi pierwszy od prawej

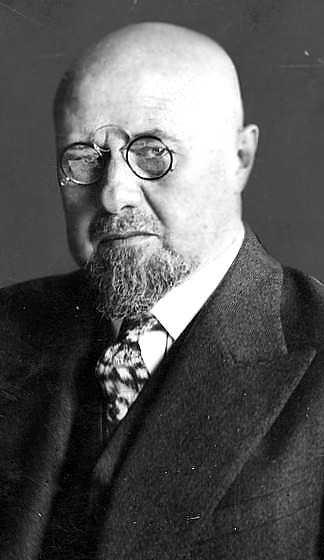
Aleksander Prystor

Prystor premierem. Mówił mi wczoraj, że robi to z musu, że zupełnie co innego razem z innymi być ministrem, a co innego stać na czele i nieść odpowiedzialność.

Jak zauważa Jerzy Halbersztadt, gabinet Prystora cechował się tym, że o ile resorty polityczne znajdowały się w rękach doświadczonych polityków sanacyjnych, to ministerstwa gospodarcze obsadzone były przez osoby mało kompetentne w tym zakresie (minister skarbu – Jan Piłsudski, przemysłu i handlu – Ferdynand Zarzycki, robót publicznych – gen. Mieczysław Norwid-Neugebauer, reform rolnych – Leon Kozłowski). Sam premier miał tego świadomość i usiłował włączyć w skład rządu osoby o odpowiednim wykształceniu i doświadczeniu, oferując im posady wiceministrów (Stefan Starzyński, Wincenty Jastrzębski, Władysław Marian Zawadzki i Tadeusz Lechnicki).
Od samego początku pełnienia obowiązków szefa rządu Prystor zakładał konieczność utrzymania równowagi budżetowej i stałości pieniądza. Postulował także konieczność unikania wszystkiego tego, co jest w polityce gospodarczej państwa niepewne, nie wypróbowane. Takie podejście spowodowało ograniczenie inwestycji, redukcję wydatków państwa, odpływ walut za granicę i pogłębienie recesji. Gdy jesienią 1931 okazało się, że deficyt budżetowy będzie większy niż przypuszczano, Prystor polecił wprowadzić dodatkowe ograniczenie wydatków. Pomimo tego deficyt przekroczył 10% budżetu (ponad 200 mln zł). To skłoniło gabinet w październiku 1932 do rozpoczęcia aktywniejszej polityki gospodarczej. Rząd obniżył podatki dla przemysłu, poziom taryf kolejowych oraz koszty kredytów. Doprowadził także do ograniczenia części świadczeń socjalnych (wydłużono czas pracy i zezwolono na pogorszenie jej warunków). Z drugiej strony podjęto próbę zmuszenia monopoli do obniżki cen. Doprowadziło to do pogorszenia stosunków obozu rządzącego z przedstawicielami wielkiego kapitału i ziemiaństwem (w 1932 zdymisjonowany został przedstawiciel tej drugiej grupy, dotychczasowy minister rolnictwa Leon Janta-Połczyński).

Aleksander Prystor był premierem przez prawie dwa lata, dłużej niż którykolwiek z szefów rządów przed nim. Piastował tę funkcję do 9 maja 1933. Prystor był 

typem urzędnika-administratora, dzień po dniu spędzającego czas za biurkiem oraz na niezliczonych posiedzeniach z ministrami i dygnitarzami. Działalności politycznej w ścisłym tego słowa znaczeniu właściwie nie prowadził, pozostawiając to całkowicie Sławkowi. Jego wystąpienia publiczne – pozbawione zresztą jakiejkolwiek oryginalności – ograniczały się do przemówień w parlamencie, wygłaszanych wówczas, gdy zupełnie nie można było tego uniknąć.

W maju 1933 Piłsudski zażądał dymisji Prystora, zarzucając mu, że stosuje system pracy polegający na chęci wiedzenia o wszystkim i wtrącania się do wszystkiego. Marszałek stwierdził także, jak relacjonował Kazimierz Świtalski: 

Prystor posługuje się «swoimi ludźmi» (...). Te małe pieski, będący szujami, drażnią, a równocześnie każdej chwili mogą Prystora skompromitować pod względem moralnym. Tworzą się komploty już przeciwko Prystorowi, które grożą, że do jakichś trzech miesięcy może przy jakiejś okazji przyjść do skandalu, który Prystora skompromituje, i uniemożliwi użycie go później. Komendant Prystora chce uratować i dlatego najlepiej zrobi, gdy z okazji wyboru Prezydenta poda się do dymisji. (...) Prystora zbyt długo zna, aby sobie wobec niego pozwolić na jakieś niemiłe szoki w rodzaju nie podania ręki, ale ze wszystkiego widać, że Komendant ma jakąś urazę i pretensję do Prystora, które nie obiecuje prędko zapomnieć. Zła polityka personalna zaczęła się u Prystora napinać na odcinku Min. Opieki.

 Najprawdopodobniej powodem odejścia Prystora był konflikt pomiędzy Janiną Prystorową a Aleksandrą Piłsudską. Żona premiera próbowała rywalizować z żoną marszałka w życiu towarzyskim i działalności charytatywnej. Jako oficjalną przyczynę dymisji szefa rządu podawano wybór prezydenta na nową kadencję oraz stan zdrowia premiera. Aleksander Prystor odszedł z urzędu 9 maja 1933, zaraz po zaprzysiężeniu prezydenta Ignacego Mościckiego na drugą kadencję.

#### Marszałek Senatu

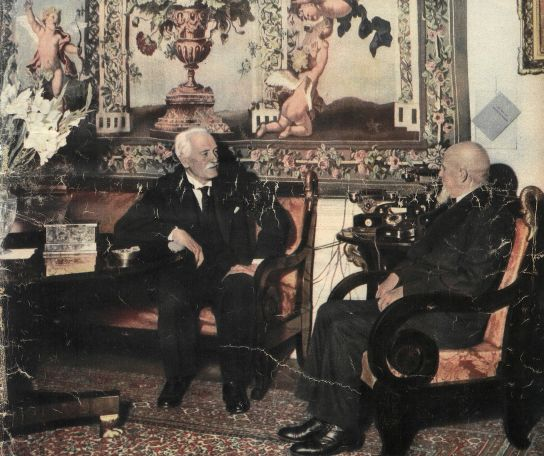
Prystor jako marszałek Senatu składa wizytę prezydentowi Ignacemu Mościckiemu w 1935

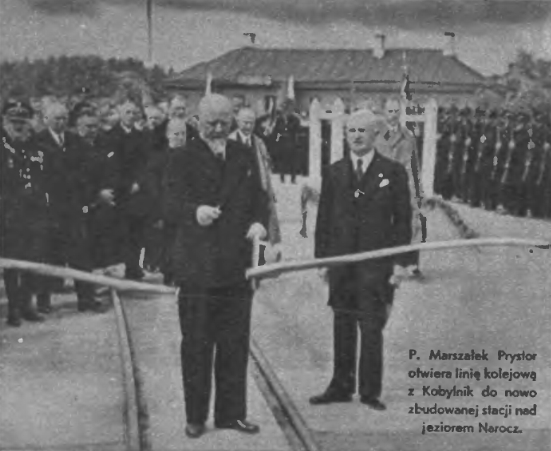
Marszałek Senatu Prystor otwierający linię kolejową nad jeziorem Narocz, 1937

W latach 1930–1935 Prystor był posłem Bezpartyjnego Bloku Współpracy z Rządem. Jako były premier 7 marca 1934 wziął udział w spotkaniu z Piłsudskim, które okazało się być pierwszym z cyklicznych posiedzeń tzw. Zgromadzenia Lokatorów, nieformalnego ciała decydującego o kierunkach bieżącej polityki. W czerwcu 1934 odbył podróż na Litwę. Oficjalnie była to wyprawa prywatna, w rzeczywistości przez kilka dni prowadził rozmowy w Kownie na temat stosunków polsko-litewskich. Spotkał się m.in. z litewskim prezydentem Antanasem Smetoną, premierem i ministrem spraw wewnętrznych. Rozmowy te nie przyniosły jednak zamierzonych efektów.

Po śmierci Piłsudskiego w maju 1935 i rozpoczęciu procesu dekompozycji obozu sanacyjnego znalazł się w grupie polityków wspierających Walerego Sławka. Brał udział w przygotowaniach i przeprowadzeniu wyborów parlamentarnych w 1935. W ich wyniku został senatorem. 4 października 1935 wybrano go marszałkiem izby. 

Izby zgromadziły się 4 października, by dokonać wyboru swych marszałków. W sejmie został nim Stanisław Car. Funkcję przyjął oświadczając, że – zgodnie z zasadami konstytucji kwietniowej – uzyskał dla swego wyboru akceptację prezydenta Mościckiego. W senacie wybrano Prystora. W jego krótkim oświadczeniu zabrakło analogicznej jak u Cara formuły…

 Funkcję tę pełnił do 27 listopada 1938, kiedy to prezydent Mościcki rozwiązał parlament, pragnąc pozbawienia stanowisk zarówno Prystora, jak i Sławka (który był wówczas marszałkiem Sejmu).
Po wyborach w 1938 znów trafił do izby wyższej parlamentu, ale przegrał głosowanie na marszałka Senatu z Bogusławem Miedzińskim. Był przewodniczącym senackich komisji: budżetowej, gospodarczej i rolnej.
9 marca 1939 wygłosił przemówienie, w którym ostro skrytykował politykę rządu i Obozu Zjednoczenia Narodowego (z ramienia którego był senatorem). Stwierdził m.in., że idziemy drogą nie przekonywania, nie zjednywania, a drogą nakazu i przymusu. Powiedział także, że wyłoniony niedemokratycznie parlament nie ma moralnego prawa wyboru w 1940 nowego prezydenta. Postulował uchwalenie nowej ordynacji wyborczej, pomimo faktu, że wraz ze Sławkiem był współautorem obowiązującej.

### Wojna, aresztowanie przez NKWD i śmierć

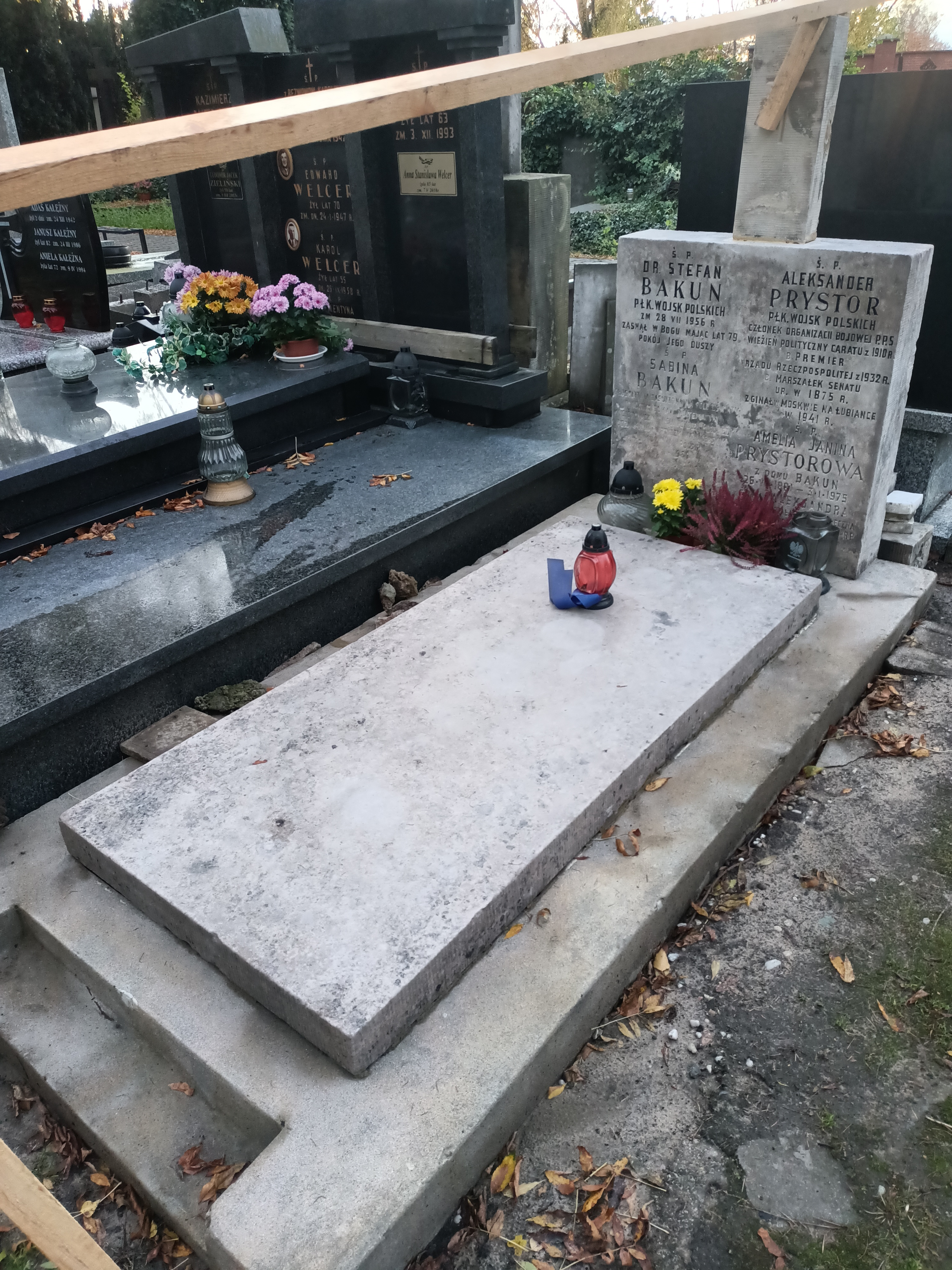
Symboliczny grób Aleksandra Prystora na cmentarzu Powązkowskim przed renowacją

Po agresji sowieckiej na Polskę 18 września 1939 schronił się na neutralnej Litwie. Tam starał się pomagać uchodźcom z Rzeczypospolitej. Po inwazji Armii Czerwonej na kraje bałtyckie w czerwcu 1940 i aneksji Litwy przez ZSRR został aresztowany przez NKWD. Jak pisał biograf Prystora, Jacek Piotrowski: 

Zatrzymanie Prystora (...) NKWD uznało za swój duży sukces. Znany szeroko na Wileńszczyźnie ze swych antysowieckich poglądów, Prystor był dla nich niemal synonimem kontrrewolucyjnego wroga. Nie licząc się z jego zaawansowanym wiekiem (przekroczył wówczas 66 rok życia) i ogólnie złym stanem zdrowia poddano go w więzieniu na Łubiance surowemu śledztwu (...). Prystor pozostał nieugięty (...) i metodami śledztwa nie dał się złamać. Kosztowało go to jednak zupełną niemal utratę zdrowia. Wycieńczony do granic wytrzymałości długą chorobą, jeszcze 26 lipca 1941 przebywał we wspólnej z innymi więźniami celi.

Informacje o jego dalszych losach oparte są na bardzo niepewnych przesłankach. Z Kowna przewieziono go do Moskwy, gdzie został skazany na karę śmierci. Pod koniec lipca 1941 zamieniono mu ją na 10 lat więzienia. Wkrótce potem polityk ciężko zachorował: 

Osłabiony organizm poddał się jednak chorobie. W fatalnych warunkach sanitarnych Prystor zapadł na dyzenterię. Przeniesienie do prymitywnego „szpitala” więziennego na Łubiance nie mogło już w jego stanie nic zmienić. Sterany latami konspiracji i pracy nad siły organizm nie wytrzymał kolejnej walki o przetrwanie.

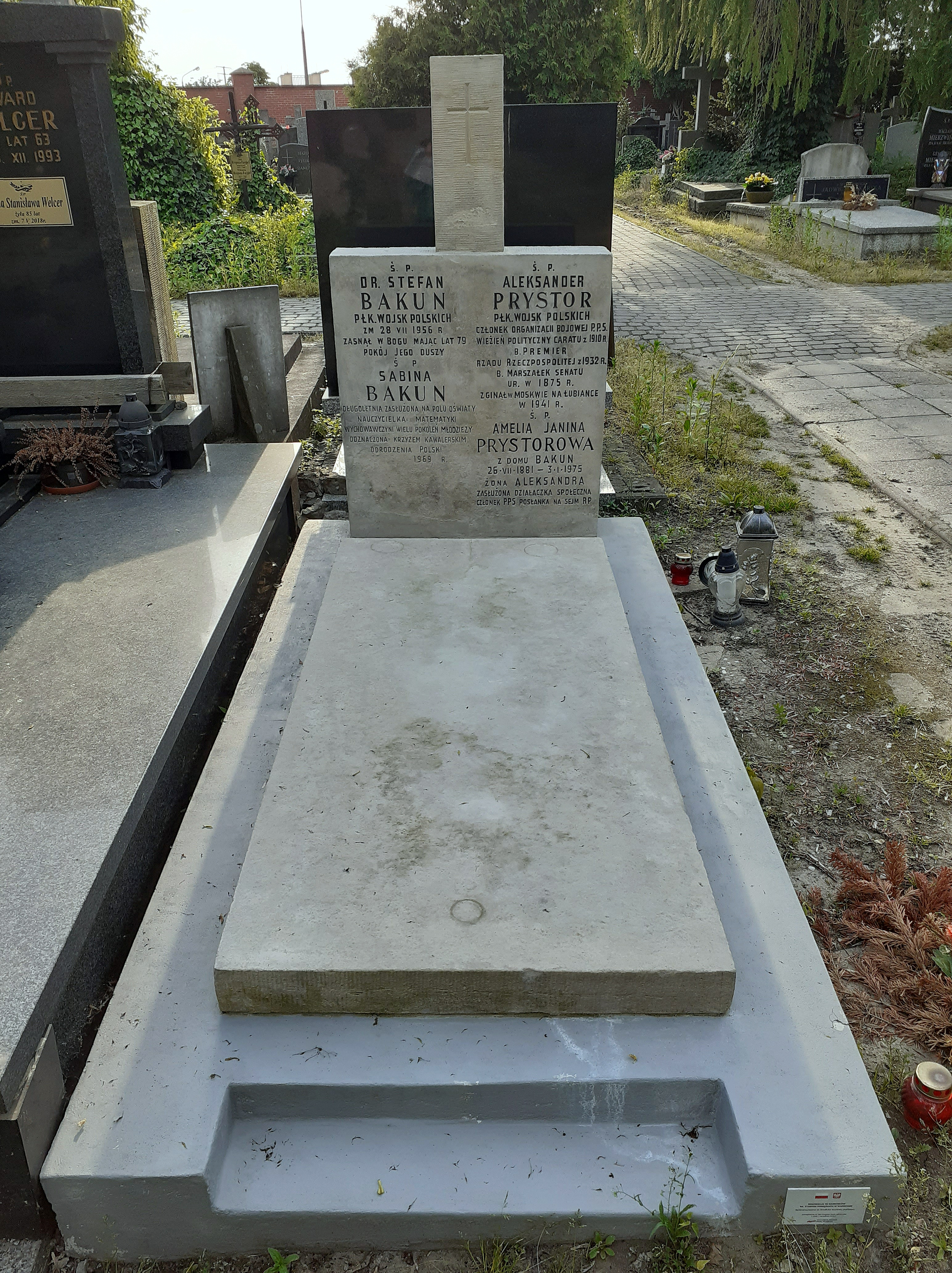
Symboliczny grób Aleksandra Prystora na cmentarzu Powązkowskim po renowacji (2023)

Zmarł w 1941 w moskiewskim szpitalu więziennym na Butyrkach. Dokładna data śmierci nie jest znana. Na oficjalnej witrynie edukacyjnej Kancelarii Senatu znajduje się informacja, że Prystor „zmarł tuż po 27 lipca 1941”, a jako miejsce śmierci podana jest Łubianka. Według relacji innego byłego premiera więzionego wówczas przez Sowietów, Leona Kozłowskiego, Prystor zmarł w sierpniu 1941. Władysław Pobóg-Malinowski twierdzi jednak, że jego śmierć miała miejsce w październiku tego samego roku.

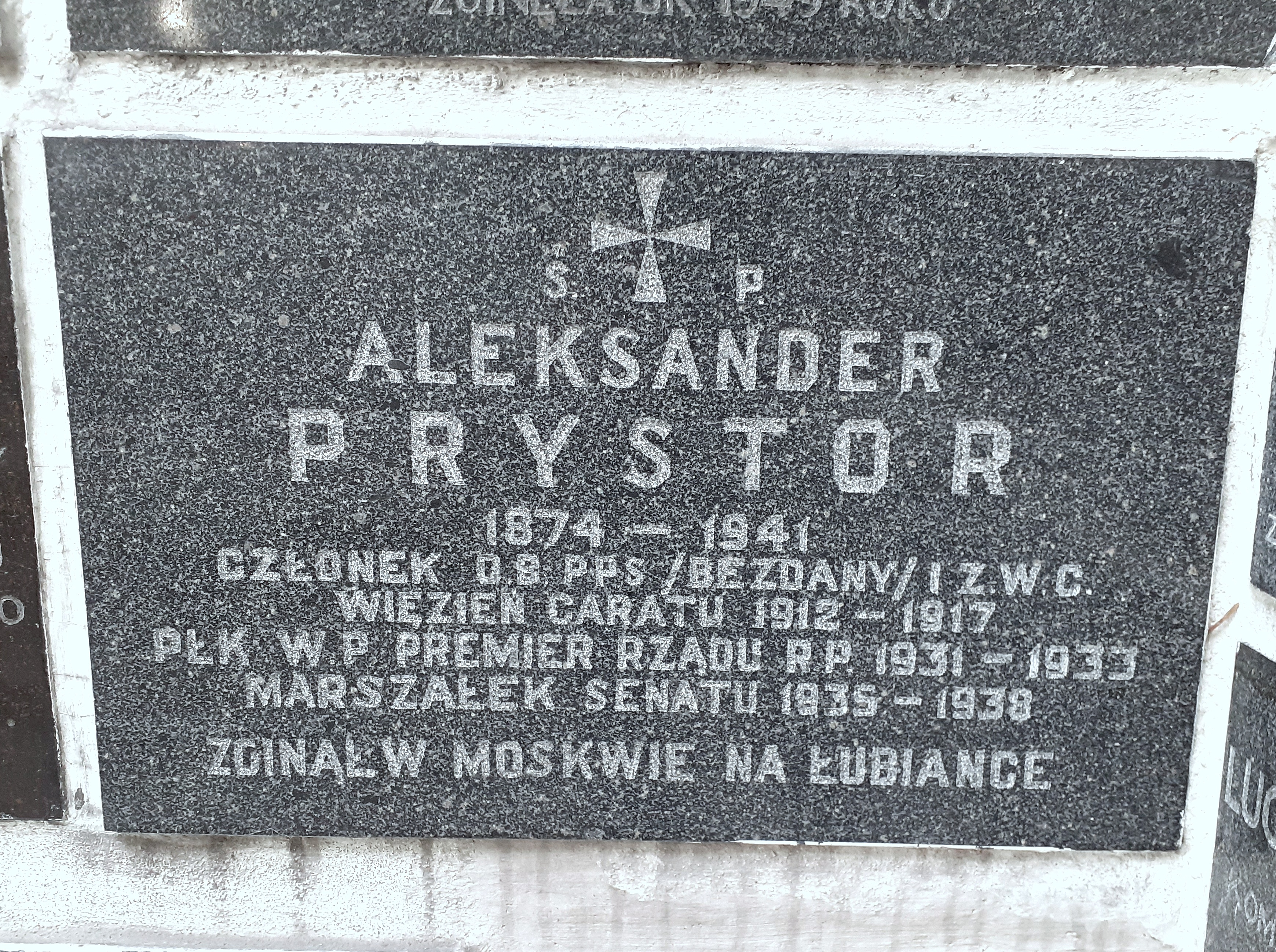
Tabliczka upamiętniająca na ścianie kościoła św. Karola Boromeusza w Warszawie

Symboliczny grób Aleksandra Prystora znajduje się na warszawskich Powązkach (kwatera 146a-5-1).
W 2022 roku z inicjatywy premiera Mateusza Morawieckiego, Fundacja Nie zapomnij o nas odnowiła grób premiera II RP.

## Ordery i odznaczenia
- Krzyż Srebrny Orderu Wojskowego Virtuti Militari nr 4567 – 19 września 1922[65]
- Wielka Wstęga Orderu Odrodzenia Polski – 1935[66]
- Krzyż Komandorski Orderu Odrodzenia Polski – 10 listopada 1928 „za zasługi, położone przy organizacji Ministerstwa Pracy i Opieki Społecznej”[67][68]
- Krzyż Niepodległości z Mieczami – 6 listopada 1930 „za pracę w dziele odzyskania niepodległości”[69]
- Krzyż Oficerski Orderu Odrodzenia Polski – 3 maja 1928 „za zasługi na polu pracy narodowej i organizacji wojska”[70][71]
- Krzyż Walecznych[72]
- Złoty Krzyż Zasługi – 10 listopada 1938 „za zasługi polu pracy społecznej”[73]
- Krzyż Zasługi Wojsk Litwy Środkowej – 3 marca 1926[74]
- Znak oficerski „Parasol”
- Odznaka pamiątkowa Polskiej Organizacji Wojskowej nr 60 – 6 sierpnia 1919[75]
- Odznaka Pamiątkowa Więźniów Ideowych[76]
- Odznaka Pamiątkowa Generalnego Inspektora Sił Zbrojnych(12 maja 1936)
- Krzyż Wielki Orderu Chrystusa (Portugalia, 1931)[77]
- Krzyż Komandorski Orderu Korony Rumunii – 12 grudnia 1929[78]